# Red Mesa
Red Mesa – jednostka osadnicza w Stanach Zjednoczonych, w stanie Arizona, w hrabstwie Apache.